# 西宮市立東山台小学校
西宮市立東山台小学校（にしのみやしりつひがしやまだいしょうがっこう）は、兵庫県西宮市東山台にある公立小学校。
西宮名塩ニュータウン開発により急激な人口増加が見込まれ、東山台・清瀬台地区児童の通学の便等を考慮して、西宮市立名塩小学校校区を分割して作られた学校である。

## 沿革
出典
- 1992年4月1日 - 開校
- 1999年4月9日 - 障害児学級（難聴）新設
- 2002年4月9日 - 障害児学級（知的）新設
- 2004年4月6日 - 障害児学級（情緒 肢体不自由）新設
- 2005年7月 - 2005年度NIE実践指定校に認定[2]
- 2011年12月 - 「手を洗おう、きれいな手！」ポスターコンクール 2011で最優秀学校賞を受賞[3]

- 2013年4月8日 - 特別支援学級(知的障害)、通級指導教室新設
- 2016年4月8日 - 特別支援学級(弱視、自閉症・情緒)新設
- 2020年4月8日 - 特別支援学級(知的)新設

## 通学区域
- 西宮市[4]
  - 名塩新町、東山台1-5丁目、清瀬台、国見台1-6丁目、名塩木之元5番(10･20･21号)、 塩瀬町名塩5117番地3･5117番地4･5081番地6、塩瀬町名塩のうち市道塩32号線･名塩武田尾ハ イキング道以東の市道塩153号線･ドン尻川以北及び清瀬台以東の名塩川以北でドン尻川以南

## 進学先中学校
公立学校への進学は、西宮市立塩瀬中学校へ進学する。

## 所在地
- 兵庫県西宮市東山台2丁目8-2[5]

## 通学区域が隣接している学校
- 西宮市立名塩小学校
- 西宮市立生瀬小学校
- 宝塚市立宝塚小学校
- 宝塚市立西谷小学校